# Orko
Orko è un personaggio immaginario creato nel 1981 da Mattel per  la linea di giocattoli dei Masters of the universe (accorciato spesso in MOTU, in italiano "i dominatori dell'universo").

## Serie del 1983
Orko è un "Trollan", una razza proveniente da Trolla, una dimensione parallela. I trollan vestono una tunica rossa ed un cappello e nascondono il proprio volto dietro una sciarpa. Apparentemente, nella società dei trollan mostrare il proprio volto è un'azione estremamente intima, come scambiarsi un bacio. Benché il suo viso non venga rivelato, Orko, così come gli altri trollan, ha la pelle di colore blu (si vede dalle mani e dalle orecchie a punta) e compensa la bassa statura con la capacità di volare, anziché camminare normalmente. Orko è un mago apprendista e il più delle volte i suoi incantesimi si rivelano piuttosto fallimentari, a differenza dei suoi simili su Trolla, che invece sono ottimi maghi. Questo perché su Eternia la sua magia funziona al contrario rispetto alla sua dimensione e gran parte degli incantesimi, pertanto, gli si rivoltano contro. Inoltre Orko ha la capacità di tirare fuori dal proprio cappello un considerevole quantitativo di oggetti. Orko è il giullare di corte nel palazzo reale di Eternos alla corte di Re Randor ed è uno dei più cari amici del principe Adam, di cui conosce anche l'identità segreta di He-Man. Nel corso della serie Orko mostra il volto solo a qualche personaggio, ma sempre di schiena verso il telespettatore o in penombra, lasciando il mistero sul suo reale aspetto fisico.

## Serie del 2002
Nella serie del 2002 il personaggio di Orko è più o meno lo stesso. Viene rivelato che un tempo Orko era un grande mago, ma avendo perso la propria bacchetta magica, i suoi poteri si sono notevolmente limitati. Inoltre Orko scopre la vera identità di He-Man per puro caso, ed in seguito è quasi sul punto di rivelare a tutti il suo segreto. In ogni caso il ruolo di Orko è sempre quello di spalla comica all'interno del cartone animato.

## Serie del 2021-2022
Nella serie Revelation del 2021, seguito ufficiale della serie originale del 1983, Orko resta quasi invariato rispetto alla serie originale sia per quanto riguarda l'aspetto che il carattere. Durante questa serie Orko si sacrifica per salvare i suoi amici da un attacco dello spettro Scare Glow. Nella serie in CGI He-Man and the Masters of the Universe, reboot dell'originale, dello stesso anno, invece, Orko appare con le fattezze di un piccolo robot volante chiamato Ork-0 (o Ork-O), un robot-mago pasticcione che idolatra un antico mago di Trolla chiamato Orko il Grande (che ha le fattezze dell'Orko della serie originale).